# Cirey
Cirey é uma comuna francesa na região administrativa de Borgonha-Franco-Condado, no departamento de Alto Sona. Estende-se por uma área de 13,09 km². Em 2010 a comuna tinha 379 habitantes (densidade: 29 hab./km²).